# ساشا کایه
ساشا کایه (اسپانیایی: [ˈsaʃa ˈkaʝe]; زادهٔ ۷ اوت، ۱۹۹۵) بازیگر اهل ایالات متحده آمریکا است. او بیش‌تر برای بازی در نقش لولا روسالس در سریال آبکی شبکه سی‌بی‌اس تحت عنوان جوان و بی‌قرار شناخته شده است، که برای وی نامزدی جایزهٔ دِی‌تایم اِمی را به ارمغان آورد. او نقش شخصیت سوپرگرل / کارا زور-ال را در دنیای توسعه‌یافته دی‌سی و فیلم فلش (۲۰۲۳) ایفا کرده است، که همچنین نخستین فیلم سینمایی بلند او نیز به‌شمار می‌رود. او اصالتاً کلمبیایی است.